# 浩角翔起
浩角翔起是台灣喜劇雙人組，由「浩子」謝炘昊及「阿翔」陳秉立組成，演藝事業橫跨主持、戲劇和歌唱。現為大藝娛樂、時代創藝旗下藝人。兩人以親切趣味、貼近民眾的形象，獲得觀眾喜愛。在節目中時常戲稱自己為「噗嚨共天團」。2011年，以節目《食尚玩家》首次入圍、並獲得第46屆金鐘獎最佳綜藝節目主持人獎。

## 成員
| 浩角翔起成員列表 | 浩角翔起成員列表 | 浩角翔起成員列表 | 浩角翔起成員列表 | 浩角翔起成員列表 | 浩角翔起成員列表 | 浩角翔起成員列表 |
| 姓名             | 綽號             | 出生日期         | 身高             | 體重             | 血型             |                  |
| ---------------- | ---------------- | ---------------- | ---------------- | ---------------- | ---------------- | ---------------- |
| 謝炘昊           | 浩子             | 1978/06/12       | 171              | 60kg             | B                |                  |
| 陳秉立           | 阿翔             | 1981/03/09       | 170              | 56kg             | B                |                  |

## 經歷

### 成團經過及組團前期：2003-2007
2003年，「浩角翔起」參加緯來綜合台《電視笑話冠軍》結識對方，當時各自參賽的浩子、阿翔是彼此的競爭對手，兩人前後奪下《電視笑話冠軍》的盟主，不過認識之初僅是點頭之交，尚未有組團之意。
2004年，淡水漁人碼頭餐廳的老闆找來幾位《電視笑話冠軍》的盟主上台演出，並要求一人在台上獨撐半小時。由於單人表演撐場不易，接下通告的浩子、阿翔、小甜甜與祝福，相互找對方搭檔演出。經過幾次嘗試，浩、翔兩人發現彼此合作效果不錯，因此決定組團一同闖蕩演藝界。而團名「浩角翔起」則是阿翔取雙方本名中的「浩」與「翔」字命名而成。
浩角翔起組成頭兩年，因為名氣不足，只有零星通告可接。在張淳淳旗下工作、另有穩定收入的阿翔，不受影響；但在許效舜石頭家族旗下的浩子，單靠零星通告與打工生活，一度經濟拮据。直到百是傳播製作人黃義雄簽下浩角翔起，兩人才逐漸得到演出機會。
2006年，浩角翔起陸續加入同屬百是傳播製作的民視綜藝節目《綜藝大集合》及中視綜藝節目《大家來說笑》中作為固定班底，在同公司前輩胡瓜帶領下邊拍邊學；戲劇方面，兩人也在華視偶像劇《花樣少年少女》中飾演配角。2007年，浩角翔起起初只是客串主持一集《食尚玩家》，由於效果不錯，在製作人的大力推薦下，遂成為《食尚玩家》的固定主持人。經由各種節目及戲劇演出，浩角翔起漸漸累積知名度。

### 2009-2011
2009年，《食尚玩家》推出主持人合輯《食尚玩家之食神歸位大便當》。之後浩角翔起在KKBOX舉行的PK戰中贏過2moro，推出《郊遊交很久》的限量EP。同年。浩子接演華視偶像劇《呼叫大明星》，飾演配角吳克凡，由於送審遲延2010年5月方播出。
2010年台北最High新年城跨年晚會上，與藍心湄、胡瓜、莎莎、2moro搭檔共同主持，是兩人首次在大型跨年晚會上擔任主要主持人。同年，浩角翔起參與民視《新兵日記》演出，劇中飾演菜鳥新兵。兩人為戲剃髮，理平頭一年多，殺青後浩子自此維持平頭髮型。由於劇中飾演的蔡浩志、邱有順角色逗趣討喜、平易近人，加上一度破11的高收視率，使浩角翔起獲得了廣泛的大眾知名度，廣告代言、通告也大有斬獲。
2011年台北最High新年城跨年晚會上，與徐乃麟、侯佩岑搭檔主持。同年10月，浩角翔起以主持《食尚玩家》獲得第46屆金鐘獎最佳綜藝節目主持人獎，此為兩人首次入圍、首次獲獎。同年7月及11月，浩角翔起兩人相繼結婚，並且互替對方主持婚禮。2011年底《食尙玩家》推出由浩角翔起、莎莎兩組主持人合著的美食書《ㄨ丫係食尚玩家》。

### 2012-2016
2012年台北最High新年城跨年晚會上，與侯佩岑搭檔共同主持。同年4月27日，浩角翔起發行EP專輯《笑一個》。同年7月底於緯來綜合台主持新節目《浩角正翔起》，因收視欠佳，節目於三個月後結束。不過，2012年仍是浩角翔起於廣告代言上活躍的一年，廣告數量達到出道以來的最高峰。
2013年，三度與侯佩岑搭檔共同主持2013年台北最High新年城跨年晚會。同年7月底，浩角翔起受中華職棒邀請，於中華職棒明星賽中擔任主持人。8月底，浩角翔起客串澎恰恰執導的喜劇片鐵獅玉玲瓏，分飾澎恰恰、許效舜的少年時期。12月中旬，創立品牌「Crazy Joker」瘋狂喬克，產品以服飾為主，2014年1月開始營運。
2014年台北最High新年城跨年晚會上，與藍心湄、Janet搭檔共同主持。同年2月中旬，浩子為了在女兒上幼稚園前多陪孩子，選擇退出《綜藝大集合》，而阿翔則繼續主持，成為兩人成團以來，首個只有單人主持的節目。4月25日，發行第二張EP專輯《發發發狂想曲》。同年7月底，浩角翔起再度主持中華職棒明星賽。
2015年台北最High新年城跨年晚會上，與Selina、Ella搭檔共同主持。同年2月，在賀歲片《大囍臨門》及國片《沙西米》中，浩角翔起分別飾演配角。同年5月，兩人為司法院人民參與審判制度代言，並在司法院拍攝之微電影《裁量之間》中，飾演觀審員，推廣觀審制。9月25日，發行第三張EP專輯《萬萬人迷》。同年，浩角翔起連續25場擔任台語天后江蕙告別「祝福演唱會」的演唱會來賓。12月起，阿翔於馬來西亞Astro AEC搞笑選秀節目《搞笑之王》第二季中，擔任評審。
2016年台南心時代style跨年晚會上，浩角翔起與胡瓜、Janet、Gino、謝忻搭檔共同主持。同年5月6日，浩角翔起主演的電影《傻瓜向錢衝》在台灣上映，是兩人首次主演的電影。

### 2017年至今
2016年12月29日，浩子在浩角翔起官方臉書上，宣布自己暫別演藝圈一年，在息影一年間帶著全家環遊世界。2017台南心時代跨年晚會，由胡瓜、Janet、浩角翔起、白家綺共同主持。2017年年初，浩角翔起完成先前接下的尾牙通告後，浩子暫別演藝圈回歸家庭，阿翔則暫時單飛。2017年6月20日，阿翔加入《國光幫幫忙之大哥是對的》主持群行列。2018年1月5號，浩子返台，與阿翔合體重回演藝圈。同年2月底浩子重回《食尚玩家》錄製外景， 但7月起由於TVBS延後播出《食尚玩家》，與阿翔主持之《國光幫幫忙》同時段打對臺，導致阿翔先行請假，浩子之後也同進退，兩人暫停錄製《食尚玩家》，8月28日為兩人於該節目上最後播出。9月28日，浩角翔起在民視另開新節目《綜藝新時代》。

### 棒球
身為棒球迷的浩角翔起，自2007年起到2014年間，每年參與明星公益棒球賽。自2015年起，因為浩子本身其實並不會打球，由阿翔獨自參賽，浩子則在阿翔參賽時擔任主持人，從2007年起連續主持多屆公益棒球賽。此外，2011年台南場中，浩子短暫客串球評，與主播楊正磊一同轉播。
除參與明星公益棒球賽外，兩人也受邀參加中華職棒活動。2013年，浩角翔起應聯盟邀請主持中華職棒明星賽。2013年9月14日，浩角翔起獲兄弟象之邀，無償為兄弟象開球，兩人反串成「不象Young女孩」，以競技啦啦形式表演疊羅漢開球，搞笑與敬業受球迷好評。
2014年，浩角翔起再度受邀主持中華職棒明星賽。

## 主持作品

### 電視節目
| 節目名稱                     | 播出電視台             | 時間                          | 主持人                                             |
| HiHi導覽先生                 | 公視台語台             | 2022年3月31日-2022年9月30日   | 謝炘昊、李霈瑜(大霈)                               |
| 《鬧著玩視界旅遊 Nowyouon》  | Yahoo、Youtube、IG     | 2019年9月16日－至今           | 謝炘昊、陳秉立、顏永烈、黃云歆、陳沐青             |
| 《台灣金頌》                 | 公共電視台             | 2019年3月24日－2020年2月23日  | 謝炘昊、亂彈阿翔                                   |
| 《請問 你是哪裡人》          | 衛視中文台             | 2018年11月20日－2021年5月13日 | 謝炘昊、于美人                                     |
| 《綜藝新時代》               | 民視無線台、八大綜合台 | 2018年9月28日－至今           | 謝炘昊、陳秉立                                     |
| 《歌神請上車》               | 衛視中文台             | 2017年                        | 康康、徐懷鈺、陳秉立                               |
| 《國光幫幫忙之大哥是對的》   | 三立都會台             | 2017年6月20日－2019年8月19日  | 屈中恆、孫鵬、庹宗康、陳秉立、張立東、楊昇達       |
| 《食尚玩家》                 | TVBS歡樂台             | 2007－2018                    | 浩角翔起、莎莎、顏永烈、愷樂、巴鈺、夢多等輪流主持 |
| 《綜藝大集合》               | 民視                   | 2014.03.02－至今              | 胡瓜、阿翔、謝忻、董至成                           |
| 《綜藝大集合》               | 民視                   | 2006－2014.02.16              | 胡瓜、浩角翔起、謝忻、董至成                       |
| 《浩角正翔起》               | 緯來綜合台             | 2012.07.30－2012.11.02        | 浩角翔起                                           |
| 《移動星樂園》               | 衛視中文台             | 2010.08.07－2012.04.28        | 浩角翔起                                           |
| 《超級總動員》第五季～第七季 | 東森幼幼台             | 不詳－2013.06.01              | 浩角翔起、蜜蜂姐姐                                 |
| 《超級總動員》第三季～第四季 | 東森幼幼台             | 不詳                          | 浩角翔起、米可白、草莓姐姐                         |
| 《超級總動員》第二季         | 東森幼幼台             | 2010.03.07－不詳              | 浩角翔起、蜜蜂姐姐                                 |
| 《超級總動員》第一季         | 東森幼幼台             | 2009.12.05－2010.02.28        | 浩角翔起、米可白、草莓姐姐                         |
| 《歡樂大合戰》               | 東森幼幼台             | 2009.07.04－2009.09.27        | 浩角翔起、蜜蜂姐姐                                 |
| 《磅米芳台語教學》           | 公共電視台             | 2008.05.24－不詳              | 浩角翔起                                           |
| 《台灣趴趴走》               | 台灣藝術電視台         | 2007                          | 浩角翔起                                           |

### 活動主持
- 2006 校園巡迴性交易防治法宣導活動
- 2006 嘉義市飆舞節
- 2006 鶯歌陶瓷節
- 2006 宜蘭跨年活動

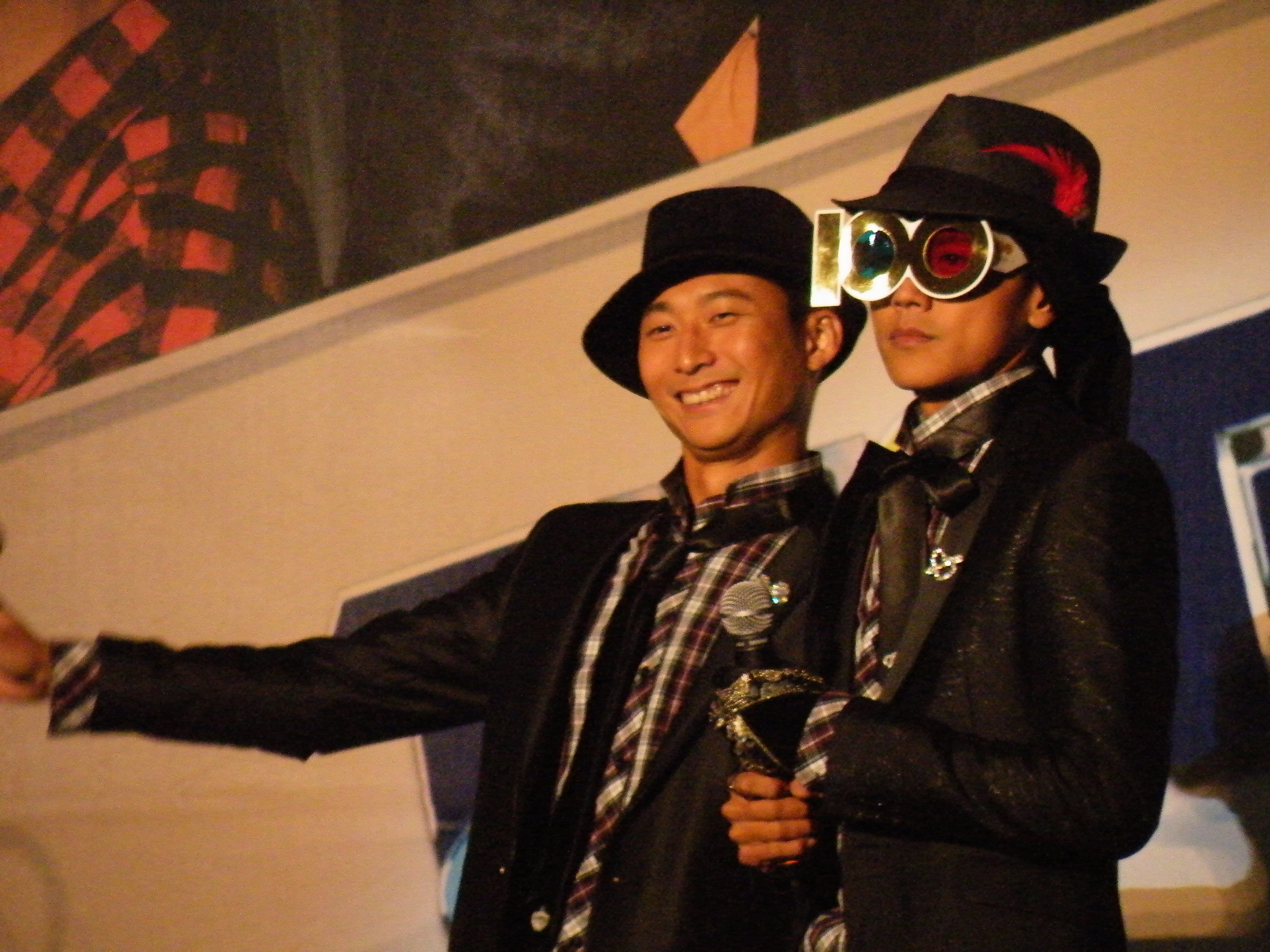
浩角翔起在《2011台北最high新年城》擔任主持

- 2007 行政院新聞局金像獎入圍名單記者會
- 2007 明星公益棒球賽（J-Star棒球隊與台灣之星成功隊，2007年11月24日，新莊棒球場）
- 2008 北港燈會
- 2008 明星公益棒球賽（J-Star棒球隊與台灣之星棒球隊，2008年11月29日，洲際棒球場）
- 2009 竹北燈會活動
- 2010 台中燈會-香港之夜（香港TVB與台灣TVBS共同製作，與李浩林、莎莎、陳芷菁共同主持）
- 2010 台北國際花博演唱會
- 2010 D-Link 演唱會
- 2010 台北市政府 中華電信 台北HIGH世足派對
- 2011 《台北最high新年城》（跨年晚會，2010年12月31日19:00～2011年1月1日01:00）
- 2011 明星公益棒球賽（J-Star棒球隊與台灣之星棒球隊，2011年5月14日，斗六棒球場）
- 2011 明星公益棒球賽（J-Star棒球隊與台灣之星棒球隊，2011年12月3日，台南棒球場）
- 2012 《台北最high新年城》（跨年晚會，2011年12月31日19:00～2012年1月1日01:00）
- 2012 明星公益棒球賽（J-STAR棒球隊與閃亮之星棒球隊，2012年12月23日，新莊棒球場）
- 2013 《台北最high新年城》（跨年晚會，2012年12月31日19:00～2013年1月1日01:30）
- 2013 中華職棒明星賽（中華職棒明星紅隊與中華職棒明星白隊，2013年7月28日，桃園棒球場）
- 2013 經典明星公益棒球賽（職棒明星OB隊與SUN-STAR明星棒球隊，2013年11月30日，桃園棒球場）
- 2013 明星公益棒球賽（SUN-STAR明星棒球隊與閃亮之星棒球隊，2013年12月22日，澄清湖棒球場）
- 2014 《台北最high新年城》（跨年晚會，2013年12月31日19:00～2014年1月1日01:00）
- 2014 中華職棒明星賽（中華職棒明星紅隊與中華職棒明星白隊，2014年7月27日，桃園棒球場）
- 2015 《台北最high新年城》（跨年晚會，2014年12月31日19:00～2015年1月1日01:00）
- 2015 《新北市歡樂耶誕城》 (耶誕巨星派對,2015年12月20日18:00～2015年12月20日22:00，新北市市民廣場)
- 2016 《台南心時代style跨年晚會》(跨年晚會，2015年12月31日18：00～2016年1月1日00:40，高鐵台南站站前廣場)
- 2016 《第51屆電視金鐘獎頒獎典禮》(頒獎典禮，2016年10月8日19:00～2016年10月9日00:30，國父紀念館)
- 2017 《2017台南心時代跨年晚會》(跨年晚會，2016年12月31日18：00～2017年1月1日00:40，高鐵台南站站前廣場)

## 廣告代言
- 2009 超秦企業麥味登精緻早餐
- 2009 統一企業利樂包飲料系列
- 2009 台北富邦銀行信用卡
- 2010 麥當勞歡樂送
- 2010 新超級瑪利歐兄弟Wii繁體中文版
- 2010 超級瑪利歐銀河2繁體中文版
- 2010 快譯通電子辭典
- 2010 台北購物節
- 2010 全家超商贈品 拼台灣
- 2010 愛之味韓式泡菜
- 2011 三陽機車GT125 evo「三省定驗」
- 2011 麥當勞歡樂送
- 2011 燦坤3C
- 2011 內政部年度所得稅宣導
- 2011 內政部紫絲帶反家暴活動
- 2011 臺北市政府2011台北國際旅展台北館
- 2012 鈊象電子明星3缺1Online
- 2012 屈臣氏加1元多一件
- 2012 味丹味味一品食霸系列泡麵 獵人篇 /味味A排骨雞麵 有夠香篇 /味丹乾麵王 Good醬篇 /味丹雙響泡 夭獸飽篇 /味味一品味味A 菲傭篇
- 2012 麥當勞歡樂送
- 2012 HOKTO 好菇道
- 2012 光泉冷泡茶
- 2012 三陽機車GT125 evo「更三省」
- 2012 三星手機GALAXY Ace 2
- 2012 金門酒廠金門高粱喜宴酒 新娘粉辣篇 /婚禮高潮篇
- 2012 Yahoo!奇摩Yahoo!奇摩服務+
- 2013 光泉冷泡茶
- 2013 台灣武田合利他命 愛A25 打擊疲勞篇
- 2013 可口可樂 浩角翔起走跳辦桌篇 /美食麻吉特搜隊系列
- 2013 味丹味味A排骨雞麵 搜索篇 /味味一品 選妃篇 /味丹乾麵王 盲劍客篇
- 2013 勞委會職訓局 青年就業讚
- 2013 肝病防治學術基金會 救救肝苦人 公益廣告
- 2014 台灣彩券 大樂透春節大紅包
- 2014 三星手機GALAXY Grand 2
- 2014 可口可樂「動吃Happy大使」
- 2014 台灣虎航
- 2014 ISUZU3.5噸貨車
- 2014 行政院農業委員會花東農遊趣
- 2015 Garena雷霆戰機
- 2015 可口可樂
- 2015 白蘭氏旭沛蜆精
- 2015 巨匠電腦 開店篇
- 2015 司法院人民參與審判新制
- 2016 唯晶數位 霹靂無敵手機遊戲
- 2016 巨匠電腦 恐龍篇
- 2016 可口可樂美食麻吉篇/新春團聚篇
- 2016 刷樂牙刷
- 2018 角子共玩 手機遊戲
- 2018 樂事洋芋片（阿翔與莎莎）
- 2018 刷樂漱口水

## 音樂作品

### 專輯
| 日期   | 專輯名稱                     | 曲名           | 詞曲                                                 | 備 註                 |
| 2009年 | 《食尚玩家之食神歸位大便當》 | 《食尚玩家》   | 詞曲：Fun4樂團                                       | 演唱：浩角翔起、2moro |
| 2009年 | 《食尚玩家之食神歸位大便當》 | 《郊遊交很久》 | 曲：浩子、陳冠甫 詞：浩子                            | 前《食尙玩家》片尾曲  |
| 2009年 | 《郊遊交很久》EP             | 《郊遊交很久》 | 曲:浩子、陳冠甫 詞：浩子                             | 前《食尙玩家》片尾曲  |
| 2012年 | 《笑一個》EP                 | 《夢想馬車隊》 | 曲：古典樂 詞：浩子                                  |                       |
| 2012年 | 《笑一個》EP                 | 《噗嚨共之歌》 | 詞曲：浩子                                           | 前《食尙玩家》片尾曲  |
| 2012年 | 《笑一個》EP                 | 《袋鼠跳跳跳》 | 原曲：秋蟬 原曲詞：李子恆 改編詞：浩子               |                       |
| 2012年 | 《笑一個》EP                 | 《謝謝你》     | 曲：小安 詞：李若君                                  |                       |
| 2012年 | 《笑一個》EP                 | 《海鮮很貴》   | 曲：古典樂 詞：浩子                                  |                       |
| 2012年 | 《笑一個》EP                 | 《笑一個》     | 曲:梁正 詞：林白                                     |                       |
| 2014年 | 《發發發狂想曲》EP           | 《發發發》     | 詞：徐偉銘 曲：陳冠甫                                | 《食尚玩家》片尾曲    |
| 2014年 | 《發發發狂想曲》EP           | 《媽媽的菜》   | 詞曲：浩子                                           |                       |
| 2014年 | 《發發發狂想曲》EP           | 《淘金歲月》   | 詞：浩子 曲：廖偉傑                                  |                       |
| 2015年 | 《萬萬人迷》EP               | 《萬萬人迷》   | 曲:Peter Hageras/Mats Frisell/Jakob Stadell 詞：浩子 |                       |
| 2015年 | 《萬萬人迷》EP               | 《喇叭鎖》     | 詞曲：浩子                                           |                       |
| 2015年 | 《萬萬人迷》EP               | 《三八兄弟》   | 詞曲：浩子                                           |                       |

### 未發行作品
| 曲名           | 作曲 | 作詞 | 出現集數                                         | 備註 |
| 《阿婆你好嗎》 | 浩子 | 浩子 | 《食尚玩家》竹東市場挖寶去                       | 客語歌，浩子寫給自己祖母，並未發行，僅在節目片尾播放。                                                   |
| 《發春的黑狗》 | 浩子 | 浩子 | 《食尚玩家》開場歌原曲，《娛樂百分百》中曾演唱。 | 改編為《食尙玩家》開場介紹各地的歌曲，依各地特色填入不同歌詞，歌詞皆以「我的好朋友，浩角翔起來了」開始。 |
| 《姐仔》       | 浩子 | 浩子 | 《食尚玩家》食尚委託會社 中秋爽吃提案 2013-09-09 | 本首是浩子獻給洪仲丘姊姊，洪慈庸的作品，本集結尾時演唱。歌詞以弟弟的視角出發，希望姊姊不要擔心牽掛。     |
| 《超級總動員》 | 浩子 | 浩子 | 《超級總動員》第七季片頭曲                       | 由浩角翔起與蜜蜂姐姐合唱，在《超級總動員》第七季每一集片頭帶動唱。                                       |

### 單曲
| 年份   | 曲名             | 備註                                                                           |
| 2014年 | 《幸福魔法師》   | 為大愛劇場幸福魔法師(大愛劇場)片頭曲，收錄於《幸福魔法師電視劇原聲錄音帶》專輯 |
| 2014年 | 《年紀·旅行》    | 為大愛劇場幸福魔法師(大愛劇場)片尾曲，收錄於《幸福魔法師電視劇原聲錄音帶》專輯 |
| 2019年 | 《卡緊咧》       | 與蔡家蓁合唱，收錄於蔡家蓁《美．即刻》專輯                                     |
| 2021年 | 《藥不要》       | 為大愛劇場阿良的歸白人生片頭曲，收錄於《阿良的歸白人生電視劇原聲錄音帶》專輯   |
| 2024年 | 《愛情的𤆬路機》 | 與歐巴尚青合唱，收錄於歐巴尚青 Bros & Blue《尚青的浪漫》專輯                   |

## 演出作品

### 電視劇
| 首播   | 頻道         | 劇名          | 角色                           |
| 2006年 | 華視         | 花樣少年少女  | 浩子飾演關日輝、阿翔飾演江野伸 |
| 2007年 | 華視         | 惡女阿楚      | 浩角翔起飾演爆點雙寶           |
| 2008年 | 中視         | 翻滾吧!蛋炒飯 | 浩角翔起客串比賽主持人         |
| 2009年 | 華視         | 呼叫大明星    | 浩子飾演吳克凡                 |
| 2010年 | 民視         | 新兵日記      | 浩子飾演蔡浩志、阿翔飾演邱有順 |
| 2011年 | 公視學生劇展 | 面交男        | 浩子飾演小廣、阿翔飾演阿達     |
| 2014年 | 華視         | A咖的路       | 飾演浩角翔起                   |

### 電影
| 首播   | 片名       | 角色                                   |
| 2006年 | 愛你一萬年 |                                        |
| 2014年 | 鐵獅玉玲瓏 | 浩子、阿翔分飾少年時期的澎恰恰、許效舜 |
| 2015年 | 大囍臨門   | 浩子飾演豬哥浩、阿翔飾演賣菜翔         |
| 2015年 | 沙西米     | 浩子與阿翔分飾A片店老闆與A片店熟客     |
| 2016年 | 傻瓜向錢衝 | 兩人領銜主演，浩子飾昌仔、阿翔飾阿寶   |

### 微電影
| 首播   | 片名           | 角色                 |
| 2015年 | 司法院裁量之間 | 浩子與阿翔飾演觀審員 |

## 出版作品

### 書籍
| 年份          | 書名               | 作者                 | 出版社       | ISBN               |
| ------------- | ------------------ | -------------------- | ------------ | ------------------ |
| 2011年12月7日 | 《ㄨ丫係食尚玩家》 | 莎莎、浩角翔起／合著 | 英特發出版社 | ISBN 9789868276383 |

## 獎項紀錄
| 年份   | 獲提名         | 獎項                                                    | 結果 |
| ------ | -------------- | ------------------------------------------------------- | ---- |
| 2011年 | 《食尚玩家》   | 第46屆金鐘獎綜藝節目主持人獎                            | 獲獎 |
| 2018年 | 《綜藝大集合》 | 第53屆金鐘獎綜藝節目主持人獎 (阿翔、胡瓜、謝忻共同得獎) | 獲獎 |
| 2020年 | 《台灣金頌》   | 第55屆金鐘獎綜藝節目主持人獎 (浩子、亂彈阿翔共同得獎)   | 獲獎 |